# Ян Деклайр
Ян Деклайр (на нидерландски: Jan Decleir) е фламандски белгийски актьор. 

## Биография
Той е роден на 14 февруари 1946 година в Нийл, провинция Антверпен. Започва кариерата си в театъра и киното в средата на 60-те години. Първата му по-значима роля е във филма на Фонс Радемакерс „Mira“ (1971), а през следващите десетилетия участва в множество белгийски и нидерландски филми в киното и телевизията. Деклайр участва в получилите Оскар за най-добър чуждоезичен филм „Животът на Антония“ („Antonia“, 1995) и „Характер“ („Karakter“, 1997), както и в номинирания за наградата „Daens“ (1992).
През 2005 година Деклайр е поставен на 13-о място в анкетата „Най-великият белгиец“, проведена от фламандската телевизия Канвас.

## Избрана филмография
- „Mira“ (1971)
- „Животът на Антония“ („Antonia“, 1995)
- „Характер“ („Karakter“, 1997)
- „Daens“ (1992)
- „Случаят „Алцхаймер““ („De zaak Alzheimer“, 2003)
- „Verlengd weekend“ (2005)